# ادزای
ادزای (به انگلیسی: Adezai) در پاکستان است که در خیبر پختونخوا واقع شده‌است.